# Amina Bulaj
Amina Bulaj (Kropyvnytskyi, 15 de septiembre de 2001) fue una boxeadora ucraniana, medallista de plata del torneo internacional juvenil en Szczecin (Polonia 2018) y medallista de bronce del Campeonato de Europa Juvenil (Bulgaria 2019) además de ser campeona de Ucrania.  
Murió a los 18 años de edad al ser atropellada por un tren que viajaba hacia Kiev.       

## Historia
Fue la alumna número 1 del club Kropyvnytskyi CYSS. Amina Bulaj ganó la medalla de oro en la categoría de peso de 64 kg, cumplió con el estándar del maestro de deportes de Ucrania en el boxeo y fue incluido en el equipo principal de Ucrania entre los jóvenes. También fue miembro del equipo juvenil femenino de Ucrania.
El 14 de noviembre de 2019, en el pueblo de Tarasivka, distrito Kiev-Sviatoshynskyi, un tren que viaja en la ruta Kiev - Fastiv, golpeó a Amin Bulaj muriendo esta al instante. La tragedia ocurrió justo en el cruce del ferrocarril, la causa de la muerte del atleta fueron los auriculares, a través de los cuales Amina Bulaj no escuchó el sonido de un tren que se acercaba.